# Sarah Miles
Sarah Miles (Ingatestone, Essex, Inglaterra; 31 de diciembre de 1941) es una actriz de teatro y cine inglesa.

## Primeros años y carrera
Primero fue a la escuela de Roedean pero a los 15 años se matriculó en la RADA, Royal Academy of Dramatic Art. Después de acabar en la Academia Real de Arte Dramático, debutó en 1962 como Shirley Taylor en Escándalo en las aulas (Term of Trial), protagonizada junto a Laurence Olivier, con quien tuvo una breve relación. En los años siguientes, Miles se convirtió en una actriz muy reputada en el cine británico con sus papeles en la obra de Joseph Losey, El sirviente (1963) y de Michelangelo Antonioni Blow-Up (1966). 
Después de actuar en varias películas de 1966 a 1969, Miles fue elegida para el papel de Rosy Ryan, la hija de Tom Ryan en la película de David Lean de 1970 La hija de Ryan. Su actuación le valió una nominación para el Óscar a la mejor actriz.
Aunque lo ha negado, Miles es conocida por su uso frecuente de lenguaje grosero. En noviembre de 1971, su perfil a Cosmopolitan estaba subtitulado con "Utiliza palabras que ruborizarían a trabajadores de la construcción, pero en su boca suenan refinadas". Un perfil en Women's Wear era titulado "La dama con lengua de camionero".
El 1973, mientras participa en el rodaje de la película El hombre que amó a Cat Dancing, su mánager y socio David Whiting muere en misteriosas circunstancias. Durante aquel mismo período, Miles tuvo un asunto con Burt Reynolds, con quien coprotagonizaba la película. También en 1973 protagonizó junto a Robert Shaw la película El equívoco (The Hireling) dirigida por Alan Bridges, basada en la novela homónima de L P Hartley, que ganó la Palma de Oro del Festival de Cannes de aquel año.
Desde 1973, Miles se ha ido retirando durante periodos de semijubilación, para solo aparecer en alguna que otra película o programa de televisión. Últimamente apareció en Well, en los Trafalgar Studios y en el Teatro Apollo de Londres, con Natalie Casey.

## Vida personal
Su hermano es el director de cine, productor y guionista Christopher Miles.
Miles estuvo dos veces casada con el dramaturgo británico Robert Bolt (de 1967 a 1975 y de 1988 a 1995). Escribió y dirigió la película Lady Caroline Lamb, en la que ella misma interpreta a la heroína homónima, y también había sido guionista de La hija de Ryan.
Miles ha practicado la orinoterapia. En 2007, afirmó que ha seguido la tradición durante treinta años, asegurando que la ha mantenido sana y vigorosa.

## Filmografía
| Año  | Película                                                                                  | Personaje                  | Observaciones |
| ---- | ----------------------------------------------------------------------------------------- | -------------------------- | --- |
| 1962 | Escándalo en las aulas (Term of Trial)                                                    | Shirley Taylor             | Nominada — BAFTA a la mejor novela                                                                                        |
| 1963 | El sirviente (The Servant)                                                                | Vera                       | Nominada — BAFTA a la mejor actriz                                                                                        |
| 1963 | The Ceremony (Encrucijada mortal en España y Ceremonia de la muerte en México)            | Catherine                  | |
| 1965 | Aquellos chalados en sus locos cacharros (Those Magnificent Men in Their Flying Machines) | Patricia Rawnsley          | |
| 1965 | Retorno al pasado (I Was Happy Here)                                                      | Cass Langdon               | También conocida como Time Lost and Time Remembered                                                                       |
| 1966 | Blow-Up                                                                                   | Patricia                   | |
| 1970 | La hija de Ryan (Ryan's Daughter)                                                         | Rosy Ryan                  | Nominada — Óscar a la mejor actriz Nominada — BAFTA a la mejor actriz Nominada — Globo de Oro a la mejor actriz dramática |
| 1972 | Lady Caroline Lamb                                                                        | Caroline Lamb              | |
| 1973 | El equívoco (The Hireling)                                                                | Lady Franklin              | |
| 1973 | El hombre que amó a Cat Dancing (The Man Who Loved Cat Dancing)                           | Catherine Crocker          | |
| 1975 | Bride to Be (película también conocida como Pepita Jiménez)                               | Pepita Jiménez             | Véase aquí el artículo de Wikipedia en inglés                                                                             |
| 1976 | The Sailor Who Fell from Grace with the Sea                                               | Anne Osborne               | Nominada — Globo de Oro a la mejor actriz dramática                                                                       |
| 1978 | El sueño eterno (The Big Sleep)                                                           | Charlotte Sternwood        | |
| 1981 | Sacerdote del amor (Priest of Love)                                                       | Estrella cinematográfica   | |
| 1981 | Veneno (Venom)                                                                            | Dra. Marion Stowe          | |
| 1984 | Ordeal by Innocence (Culpable de inocencia en España e Inocencia trágica en México)       | Mary Durant                | |
| 1985 | Los baños turcos (Steaming)                                                               | Sarah                      | |
| 1987 | Esperanza y gloria (Hope and Glory)                                                       | Grace Rowan                | Nominada — BAFTA a la mejor actriz                                                                                        |
| 1987 | Pasiones en Kenia (White Mischief)                                                        | Alice de Janzé             | |
| 1992 | The Silent Touch                                                                          | Helena                     | |
| 2001 | Days of Grace                                                                             | Sissi, la madre            | |
| 2001 | Jurij                                                                                     | Martina, directora clínica | |
| 2003 | The Accidental Detective                                                                  | Smeralda Mazzi Tinghi      | |

## Televisión
| Año  | Título                               | Papel               | Notas                                                                                      |
| ---- | ------------------------------------ | ------------------- | ------------------------------------------------------------------------------------------ |
| 1974 | Great Expectations                   | Astilla             |                                                                                            |
| 1976 | Dynasty                              | Jennifer Blackwood  |                                                                                            |
| 1987 | Queenie                              | Lady Sybil          |                                                                                            |
| 1990 | A Ghost in Monte Carlo               | Emilie/Mme. Bluet   |                                                                                            |
| 1994 | Dandelion Dead                       | Catherine Armstrong | miniserie de televisión                                                                    |
| 2004 | Agatha Christie's Poirot: The Hollow | Lady Angkatell      | El episodio en el que aparece Miles es el correspondiente a la novela Sangre en la piscina |

## Libros
Sarah Miles ha escrito los siguientes libros:
- A Right Royal Bastard, ISBN 0-330-33142-6
- Beautiful Mourning, ISBN 0-7528-0140-6
- Bolt from the Blue, ISBN 0-7538-0229-5
- Serves Me Right, ISBN 0-333-60141-6

## Premios y distinciones
Premios Óscar
| Año  | Categoría    | Película        | Resultado |
| ---- | ------------ | --------------- | --------- |
| 1970 | Mejor actriz | La hija de Ryan | Nominada  |